# Under 23 Gulf Cup of Nations
Gulf Cup of Nations for Under 23s er en årlig international fodboldturnering arrangeret af Union Arab de Football Association, med deltagelse af fodboldlandshold fra Golf-regionen. Turneringen blev første gang afholdt i 2008 og blev spillet i en round-robin-turnering med deltagelse af fem lande.

## Under 23 Gulf Cup of Nations
| År   | Vært          | Vinder                     | Score            | Andenplads                 |
| ---- | ------------- | -------------------------- | ---------------- | -------------------------- |
| 2008 | Saudi-Arabien | Saudi-Arabien              | n/a              | Bahrain                    |
| 2010 | Qatar         | Forenede Arabiske Emirater | 1 – 0            | Kuwait                     |
| 2011 | Qatar         | Oman                       | 0 – 0 4 – 2 pens | Forenede Arabiske Emirater |
| 2012 | Qatar         | Saudi-Arabien              | 2 – 0            | Bahrain                    |
| 2013 | Bahrain       | Bahrain                    | 1 – 0            | Saudi-Arabien              |
| 2015 | Bahrain       | Saudi-Arabien              | 5 – 2            | Kuwait                     |
| 2016 | Qatar         | Saudi-Arabien              | n/a              | Oman                       |

↑n/a Det endelige resultat, blev bestemt af en round-robin turnering.

## Vindere
| Hold                       | Vinder                     | Andenplads     |
| -------------------------- | -------------------------- | -------------- |
| Saudi-Arabien              | 1 (2008, 2012, 2015, 2016) |                |
| Forenede Arabiske Emirater | 1 (2010)                   | 1 (2011)       |
| Oman                       | 1 (2011)                   | 1 (2016)       |
| Bahrain                    | 1 (2013)                   | 2 (2008, 2012) |
| Kuwait                     |                            | 2 (2010, 2015) |